# Z형 DNA

Z형 DNA의 구조.

Z형 DNA(영어: Z-DNA)는 DNA의 가능한 많은 이중 나선 구조 중 하나이다. 이는 보다 일반적인 B형 DNA처럼 나선이 오른쪽이 아닌 지그재그 패턴으로 왼쪽으로 감기는 이중 나선 구조이다. Z형 DNA는 A형 DNA, B형 DNA와 함께 생물학적으로 활성이 있는 세 가지 이중 나선 구조 중 하나로 생각된다.

## 같이 보기
- DNA
- A형 DNA
- B형 DNA